# Theridion hidalgo
Theridion hidalgo är en spindelart som beskrevs av Claude Lévi 1957. Theridion hidalgo ingår i släktet Theridion och familjen klotspindlar. Inga underarter finns listade i Catalogue of Life.